# أوكا (كيبك)
أوكا (بالإنجليزية: Oka, Quebec) هي بلدية محلية في كيبيك تقع في كندا في Deux-Montagnes Regional County Municipality. يقدر عدد سكانها بـ 3,969 نسمة ومساحتها 85.90 كم2 .

## المناخ
يظهر الجدول التالي التغييرات المناخية على مدار السنة لأوكا:
| البيانات المناخية لـأوكا          | البيانات المناخية لـأوكا | البيانات المناخية لـأوكا | البيانات المناخية لـأوكا | البيانات المناخية لـأوكا | البيانات المناخية لـأوكا | البيانات المناخية لـأوكا | البيانات المناخية لـأوكا | البيانات المناخية لـأوكا | البيانات المناخية لـأوكا | البيانات المناخية لـأوكا | البيانات المناخية لـأوكا | البيانات المناخية لـأوكا | البيانات المناخية لـأوكا |
| الشهر                             | يناير                    | فبراير                   | مارس                     | أبريل                    | مايو                     | يونيو                    | يوليو                    | أغسطس                    | سبتمبر                   | أكتوبر                   | نوفمبر                   | ديسمبر                   | المعدل السنوي            |
| --------------------------------- | ------------------------ | ------------------------ | ------------------------ | ------------------------ | ------------------------ | ------------------------ | ------------------------ | ------------------------ | ------------------------ | ------------------------ | ------------------------ | ------------------------ | ------------------------ |
| الدرجة القصوى °م (°ف)             | 13 (55)                  | 14 (57)                  | 25.6 (78.1)              | 30 (86)                  | 32.8 (91.0)              | 35 (95)                  | 36.1 (97.0)              | 35.6 (96.1)              | 32.5 (90.5)              | 27.8 (82.0)              | 23.9 (75.0)              | 16.5 (61.7)              | 36.1 (97.0)              |
| متوسط درجة الحرارة الكبرى °م (°ف) | −6.4 (20.5)              | −4.2 (24.4)              | 1.6 (34.9)               | 10.3 (50.5)              | 18.8 (65.8)              | 23.4 (74.1)              | 25.9 (78.6)              | 24.4 (75.9)              | 19.2 (66.6)              | 12.2 (54.0)              | 4.4 (39.9)               | −2.9 (26.8)              | 10.6 (51.1)              |
| المتوسط اليومي °م (°ف)            | −11.3 (11.7)             | −9.4 (15.1)              | −3.3 (26.1)              | 5.1 (41.2)               | 12.7 (54.9)              | 17.5 (63.5)              | 20 (68)                  | 18.7 (65.7)              | 13.7 (56.7)              | 7.3 (45.1)               | 0.7 (33.3)               | −7.2 (19.0)              | 5.4 (41.7)               |
| متوسط درجة الحرارة الصغرى °م (°ف) | −16.2 (2.8)              | −14.6 (5.7)              | −8.1 (17.4)              | −0.2 (31.6)              | 6.6 (43.9)               | 11.6 (52.9)              | 14.1 (57.4)              | 12.9 (55.2)              | 8.1 (46.6)               | 2.4 (36.3)               | −3.1 (26.4)              | −11.5 (11.3)             | 0.2 (32.4)               |
| أدنى درجة حرارة °م (°ف)           | −38.3 (−36.9)            | −38.3 (−36.9)            | −30 (−22)                | −16.1 (3.0)              | −6.1 (21.0)              | −2 (28)                  | 2.2 (36.0)               | −0.6 (30.9)              | −5 (23)                  | −10 (14)                 | −24 (−11)                | −34.4 (−29.9)            | −38.3 (−36.9)            |
| الهطول مم (إنش)                   | 91.2 (3.59)              | 70 (2.8)                 | 79.2 (3.12)              | 84.8 (3.34)              | 86.9 (3.42)              | 99 (3.9)                 | 106.4 (4.19)             | 103.1 (4.06)             | 96.5 (3.80)              | 90 (3.5)                 | 97.3 (3.83)              | 86 (3.4)                 | 1٬090٫3 (42.93)          |
| المصدر: Environment Canada        |                          |                          |                          |                          |                          |                          |                          |                          |                          |                          |                          |                          |                          |